# Ben Tennyson
Benjamin « Ben » Kirby Tennyson, alias Ben 10 (prononcer Bèhn Tèhn), est le héros de la série de dessin animés Ben 10 ainsi que des suites Ben 10: Alien Force,  Ben 10: Ultimate Alien , Ben 10: Omniverse et le reboot de 2016. Son nom de famille est un jeu de mots avec le mot anglais « Ten », qui signifie « dix ».
Ce garçon, âgé de dix ans dans la première série et quinze ans dans la seconde, porte fixé sur son poignet un appareil en forme de montre, l'Omnitrix, qui lui donne la faculté de se transformer en différents extraterrestres, chacun avec des pouvoirs particuliers. Au début, il possède dix formes disponibles, et en développe de plus en plus par la suite. Il utilise ses pouvoirs pour le bien, combattant divers criminels et extraterrestres à la façon d'un super-héros. Il est principalement aidé par sa cousine Gwen et son Grand-Père Max, et, plus tard, par son ancien ennemi Kévin Levin.
Le nom de Ben 10 n'est que rarement, pour ne pas dire jamais mentionné dans la première série, les autres personnages l'appelant généralement par son vrai nom. Cependant, il est plusieurs fois appelé « Ben 10 » dans Alien Force.

## Histoire

### SérieBen 10
Ben Tennyson était un garçon de 10 ans ordinaire, impopulaire dans son école, jusqu'au jour où, alors qu'il allait partir en vacances avec son grand-père Max et sa cousine Gwen, il trouve par hasard à l'intérieur d'un OVNI une étrange montre extraterrestre, l'Omnitrix, qui se fixe à son poignet. Il met peu de temps à découvrir que cette montre lui permet de se transformer en 10 extraterrestres tous différents, tout en gardant sa personnalité d'origine. Heureux de cette nouvelle aptitude, il commence vite à l'utiliser pour devenir une sorte de super-héros, combattant aussi bien des extraterrestres que des criminels, mais aussi pour faire le genre de bêtise que l'on aime faire à son âge (par exemple, tricher dans des jeux ou faire des blagues stupides)… 

#### Saison 1: Le combat contre Vilgax
Cependant, les vacances s'avèrent vite plus agitées qu'il ne l'aurait cru : peu après que Ben a obtenu l'Omnitrix, un Seigneur extraterrestre nommé Vilgax commença à lancer des armées de drones sur Terre afin de lui prendre l'Omnitrix. Comme les drones ne suffisaient pas, il utilisa aussi d'autres méthodes, comme l'envoi de mercenaires où la transformation d'une humaine en cyborg. Mais Ben apprit peu à peu à se servir de l'Omnitrix, et parvint à repousser les tentatives.
Parallèlement à sa lutte pour échapper à Vilgax, Ben combat plusieurs autres adversaires, dont le Docteur Animo, un Vétérinaire fou. Il fait aussi la connaissance de Kevin Levin, un garçon des rues doté du pouvoir d'aspirer tout type d'énergie. D'abord ami avec ce dernier, il commence à se battre contre lui lorsque Kevin veut user de l'Omnitrix pour se venger de ceux qui l'avaient traité comme un monstre. Finalement, Ben laisse Kevin en le croyant vaincu, sans savoir que ce dernier était parvenu à absorber l'énergie de l'Omnitrix…
Plus tard, Vilgax, devenu un puissant cyborg, tenta de prendre l'Omnitrix lui-même. Il parvint à capturer Ben, mais ce dernier fut sauvé par Gwen et Max. Le vaisseau de Vilgax, le Chiperian Himmer, explosa avec son propriétaire à bord.
À la suite de cet incident, Ben et Gwen commencent à comprendre que leur grand-père en savait plus qu'il ne le laissait apparaître : il possédait des connaissances peu communes en technologie, et Vilgax le connaissait comme un vieil ennemi. Finalement, Max leur révèle qu'il avait fait partie dans le passé des Plombiers, une organisation gouvernementale chargée de gérer le paranormal et les extraterrestres. Le groupe ayant été dissout à la suite d'une confrontation contre Vilgax, qui avait déjà attaqué la Terre auparavant.

#### Saison 2: Le retour de Kevin 11 et la fuite de Spectral
Peu après, Ben réussit à déverrouiller deux nouvelles formes extraterrestres : Boulet de Canon et Végétal. Cependant, il commença à avoir des problèmes lorsque des aliens identiques aux siens commirent des crimes un peu partout en Amérique, discréditant ses propres formes aliens. Ben découvrit rapidement que le vrai responsable n'était autre que Kevin, qui, en absorbant l'énergie de l'Omnitrix, avait acquis la capacité de se transformer en les dix aliens de l'Omnitrix, au détriment de sa forme humaine. Finalement, sa difficulté à maîtriser les pouvoirs de l'Omnitrix l'amena à se changer en hybride ignoble des dix aliens. Rancunier envers Ben, il le pourchassa, et finit par s'allier avec Vilgax, qui avait en réalité survécu, pour éliminer Ben. Ils réussirent à lui prendre l'Omnitrix, mais tous deux furent emprisonnés dans le Vide Absolu, une dimension utilisée jadis comme prison par les Plombiers, tandis que Gwen récupérait l'Omnitrix et la rendait à Ben.
Plus tard, Ben souffrit de cauchemars concernant Spectral, l'une de ses formes aliens, dont il commença à réduire la fréquence d'utilisation. Il s'avéra que l'ADN de Spectral renfermait une copie de la personnalité maléfique de l'Alien dont il était originaire, ce qui finit par engendrer la sortie de Spectral de l'Omnitrix, faisant perdre à Ben cette forme. Spectral le poursuivit afin de fusionner à lui, mais Ben parvint à le tuer en l'exposant à la lumière.

#### Saison 3: La résurrection de Spectral et l'arrivée de Xylene
À la suite de ces événements, des extraterrestres très semblables à des monstres de films d'horreur commencèrent à apparaître dans divers endroits, leur apparition se caractérisant par une lumière violette. En les affrontant, Ben découvrit que l'Omnitrix pouvait acquérir des ADN supplémentaires sur les aliens rencontrés, et Ben acquit ajouta ainsi trois nouvelles espèces à sa galerie d'aliens (un loup-garou, une momie et un Frankenstein). Ces derniers s'avérèrent être venus pour servir Spectral, qu'ils ressuscitèrent. Ben réussit cependant à le vaincre une fois encore.
Il s'ensuivit l'arrivée de Xylene, une extraterrestre qui se révéla être une vieille amie de Max. C'était elle qui avait envoyé l'Omnitrix, espérant que Max la recevrait. Lorsqu'elle découvrit que l'appareil s'était fixé sur Ben, elle se montra déçue, amenant Ben à remettre en cause son mérite de porter l'Omnitrix. Néanmoins, elle finit par reconnaître le mérite de Ben, et, lorsque Max se retrouva en danger, elle déverrouilla un nouvel alien, Gobe-tout. Elle repartit peu après, ayant proposé vainement à Max de l'accompagner, ce dernier devant rester pour veiller sur Ben et Gwen.

#### Le Secret de l'Omnitrix
Plus tard, alors qu'il affrontait le Docteur Animo, Ben endommagea l'Omnitrix, activant involontairement son système d'auto-destruction. Si l'Omnitrix venait à exploser, il provoquerait une onde de choc qui détruirait, non seulement Ben, mais aussi la Galaxie, peut-être même l'Univers. Et, pour ne rien arranger, Vilgax était parvenu à s'échapper du Vide Absolu, et plus que décidé à se venger de Ben. Aidé par Tetrax, un ami extra-terrestre, Ben partit dans l'espace à la recherche du créateur de l'Omnitrix, Azmuth. Grâce à l'aide de son assistante Myaax, il le retrouva, mais Azmuth refusa de réparer l'Omnitrix, dégoûté par le fait que cet objet qu'il avait créé pour faciliter la compréhension entre les peuples soit vu comme une arme. Néanmoins, lorsque Vilgax arriva, les efforts de Ben pour affronter son armée redonnèrent de l'espoir à Azmuth. Il répara l'Omnitrix, et débloqua une nouvelle forme terriblement puissante, Géant. Utilisant cette forme, Ben parvint à vaincre Vilgax et son armée. Il offrit ensuite de rendre l'Omnitrix à son créateur, mais Azmuth refusa, estimant qu'elle était entre de bonnes mains.

#### Saison 4:Le Roi ÉterneletLa fin des vacances
Par la suite, les Chevaliers Éternels revinrent, et tentèrent de prendre l'Omnitrix à Ben, en vain. Leur chef, le Roi Éternel, décida alors de s'occuper lui-même des Tennyson. Dans ce but, il rassembla plusieurs vieux ennemis de Ben (le Trio du Cirque de la Peur, Sublimino, Clancy (l'homme-insecte), Rojo, l'Enchenteresse et le Dr. Animo) et forma une équipe de criminels dont il était le chef, la Puissance 10 Négative.
Durant leurs affrontement avec la Puissance 10 Négative, les Tennyson découvrirent que le Roi Éternel n'était autre que Discroll, un ancien Plombier qui avait été renvoyé pour avoir usé de technologie alien à son profit. À présent, il désirait s'emparer de la Sous-Énergie, un objet puissant mais instable résidant dans l'ancienne base des Plombiers, sous le Mont Rushmore. Les efforts combinés des Tennyson vainquirent la Puissance 10 Négative, mais Discroll parvint à s'emparer de la Sous-énergie. Il devint presque invincible, mais Ben, en tant que Gobe-Tout, dévora la Sous-énergie et vainquit Discroll, le forçant à fuir.

Après cela, deux fins différentes ont été mises en place :

##### ÉpisodeWhat if?
L'épisode Au revoir et bon débarras propose une fin alternative à la série : la fin des vacances arrivant, Ben rentre chez lui, et reprend malgré lui sa vie normale, ne pouvant révéler à son entourage ses pouvoirs. Néanmoins, Vilgax, une fois de plus de retour, attaque la ville et menace de la détruire. Ben le bat encore une fois, et parvient apparemment à le détruire pour de bon, mais pas sans révéler ses pouvoirs à son entourage. Il devient alors célèbre et respecté dans toute sa ville.

##### Ben 10: Course contre-la-montre
Dans le film Ben 10 : Course contre-la-montre, Ben (joué par Graham Phillips) rentra également chez lui dans le même conditions, avec le même avis. Cependant, un vieil ennemi des Plombiers, Eon, s'échappe de sa prison et se met en tête d'utiliser Ben et l'Omnitrix pour un plan destiné à permettre à son peuple d'envahir la Terre. Son plan échoue finalement, et Ben réussit à le vaincre. Contrairement à l'épisode What if, le secret de Ben demeure dans cette version, qui est considéré comme la fin officielle de la série par les créateurs. (Cet épisode vient avant l'épisode Au revoir et bon débarras)

#### Futur possible
Dans l'épisode Retour dans le futur, Ben et Gwen se retrouvent emmenés temporairement dans un futur possible, vingt ans après leur époque, où ils rencontrent leurs versions adultes possibles. Dans ce futur, Ben est devenu un héros adulte nettement plus mûr que sa version enfant, et célèbre en tant que héros sous le nom de « Ben 10000 ». Comme le suggère son nouveau nom, il possède désormais 10000 formes aliens sur son Omnitrix (voir article Omnitrix pour plus de détails), et ses anciennes formes ont légèrement changé (par exemple, AX-L-R est devenu gris et noir au lieu de bleu et noir). Il a également déverrouillé une nouvelle fois la fonction maîtresse de l'Omnitrix, qui lui permet de changer de forme à volonté, sans limite de temps et sans avoir à reprendre forme humaine. Sa personnalité a radialement changé : il est devenu strict et sérieux, cessant de donner des noms à ses aliens et usant de moyens plus condamnables pour vaincre ses ennemis (par exemple, réduire Vilgax en pièce); néanmoins, son contact avec son équivalent du présent l'amène à reprendre un peu de bon côté, et il recommence par la suite à nommer ses aliens. Enfin, il possède un fils de 10 ans, Ken (qui est pratiquement identique à son père lorsqu'il avait le même âge), à qui il a offert une Omnitrix conçue sur le modèle de la sienne.

### Ben 10: Alien Force
Toute la période de 5 ans entre la série originale et sa suite Alien Force est inconnue. On sait cependant, durant cette période, Ben parvint finalement à retirer l'Omnitrix par un procédé inconnu, mais difficile, et reprit une vie normale. Il grandit, gagna en maturité et améliora sa relation avec Gwen, jusqu'à parfaitement s'entendre avec elle. Il devint également plus sportif, prenant le poste de gardien dans une équipe de football, et apprit le sens de l'équipe.

#### Saison 1 et 2: Retour et lutte contre les Commandants Suprêmes
Cependant, Max disparaît mystérieusement alors qu'il enquêtait sur une nouvelle race extraterrestre hostile venue sur Terre, les Commandants Suprêmes. Face à cette situation, Ben s'inquiète, et songe à remettre l'Omnitrix. Malgré les mises en gardes de Gwen, qui lui rappelle que cela revient à abandonner à nouveau une vie normale, il la remet finalement, et accepte d'aider Magister Labru, un extraterrestre agent des Plombiers, à tenter de retrouver Max et d'interrompre la menace sur laquelle ce dernier enquêtait. Lors de sa première tentative pour réutiliser l'Omnitrix, Ben ne parvient pas à la faire marcher, et, en en manipulant les commandes, entraîne accidentellement la recalibration de l'appareil, qui se modifie (ressemble davantage à une montre qu'auparavant) et lui donne accès à de nouveaux aliens inconnus mais puissants. Ainsi, il doit totalement réapprendre à utiliser l'Omnitrix. À partir de ce moment-là, on peut remarquer que Ben ne dit plus héros pour parler de ses aliens mais aliens.
Durant leur tentative, Ben, Gwen et Magister retrouvent Kevin, qui tente de vendre aux Chevaliers Éternels un stock de technologie extraterrestre instable et particulièrement dangereux. Après un bref combat contre Ben, Kevin est capturé, et consent finalement à les aider. Par la suite, lors d'une seconde bataille avec les Chevaliers Eternels, Magister Labru est blessé à mort, et demande en tant que dernière volonté que Ben, Gwen et Kevin poursuivent la lutte à sa place. Après une première bataille fructueuse contre les DNAliens, sbires des Commandants Suprêmes, tous trois décident définitivement de faire équipe et de respecter la dernière volonté de Magister.
Au cours de leur lutte contre les DNAliens et les Commandants Suprêmes, Kevin trouve un message de Max destiné à Ben, lui conseillant de trouver d'autres enfants de Plombiers pour former une équipe capable de lutter efficacement. Suivant ce conseil, le groupe utilise le badge de Magister, récupéré par Kevin, pour localiser ces enfants de Plombiers. Parallèlement à cette recherche d'alliés et à leurs affrontements avec les DNAliens, ils luttent aussi contre d'autres menaces.
Le début de leurs recherches d'alliés furent peu fructueuses : ils firent entre autres la connaissance de Mike Mourningstar, un enfant de Plombier égoïste et affamé d'énergie. Néanmoins, ils trouvèrent tout de même quelques alliés potentiels, comme Alan Albright, un demi-pyronite, Helen et Manny, deux apprentis Plombiers extraterrestres, Paradox, un scientifique voyageant dans le temps, et Ship, un Mécamorphe Galvanique attaché à Ben.
La plupart des habitants de la ville avaient oublié les pouvoirs de Ben dans le passé, et, comme il possédait désormais de nouvelles formes aliens différentes des anciennes, cela lui facilita les choses pour rendre à nouveau son identité secrète. Cependant, les circonstances le forcèrent à révéler l'existence de ses pouvoirs à sa petite amie, Julie Yamamoto. À sa surprise, cette dernière accepta sa particularité sans problème.
À la suite de la mort apparente de Max dans l'épisode 6, on apprend dans l'épisode 8 que Ben et Gwen possèdent des ascendances extra-terrestres, leur grand-mère paternelle Verdona étant une Adonite. C'est de son sang extraterrestre que Gwen a tiré ses affinité avec la magie, bien que Ben, pour sa part, n'en ait a priori rien hérité.
Plus tard, cependant, des problèmes se posent lorsque Magister Gihill, le chef Plombier responsable du secteur, apprend leurs activités. Les accusant de se faire passer illégalement pour des Plombiers, et doutant même de la menace représentée par les Commandants Suprêmes, il leur confisque leur badge et leur interdit de continuer à lutter contre le crime. Cependant, un enchaînement d'évènements organisé par Darkstar révéla à Gihill la situation. Il nomma donc Ben, Gwen et Kevin membres honoraires des Plombiers, et les chargea d'assurer la défense de la Terre, leur permettant ainsi de lutter légalement contre l'invasion.
Parallèlement, des problèmes se posèrent lorsque Ben commença, chaque nuit, à se transformer malgré lui en Glacial et à dévorer tout métal à portée. Inquiets à l'idée que Glacial ne devienne un nouveau Spectral, Gwen, Kevin et Julie enquêtèrent pour essayer de comprendre ce que signifiait ce comportement. À leur soulagement, il s'avéra que les instincts de la forme alien avaient tout simplement pris temporairement le dessus sur la personnalité de Ben afin d'accomplir le cycle de reproduction de la race, qui se produisait automatiquement tous les 80 ans. Lorsque les œufs de Glacial eurent éclos et que les petits furent partis dans l'espace, le phénomène cessa, et Ben repris le contrôle de la situation.
Lors d'une bataille, Ben se retrouva involontairement téléporté sur la planète hostile de Turrawuste, avec pour seule compagnie un Commandant Suprême nommé Reinrassic III. Forcés de coopérer pour survivre, tous deux traversèrent la planète à la recherche d'un téléporteur de secours. Sur le chemin, en dépit de l'arrogance de Reinrassic, ils finirent par nouer une amitié, risquant même leurs vies respectives pour sauver l'autre. Après que Reinrassic eut perdu une main en protégeant Ben d'une créature locale, ce dernier utilisa Régénérator pour la remettre en place. Au terme du parcourt, Ben regagna la Terre, mais dut à contrecœur laisser derrière Reinrassic, qui, s'estimant désormais contaminé, décida de s'exiler lui-même sur Turrawuste.
Les DNAliens capturèrent Cooper, un enfant de Plombiers qui avait aidé Ben, Gwen et Max durant la lutte contre la Puissance 10 Négative. Le garçon étant un génie scientifique, ils l'obligèrent à construire une sorte d'immense Arche cachée dans une ville abandonnée. Ben, Gwen et Kevin parvinrent à retrouver Cooper et à l'aider à s'échapper, mais durent fuir sans découvrir à quoi devait servir cette arche.
Plus tard, l'équipe dut retrouver et sauver Ship, qui, à la suite d'une capture par les Chevaliers Éternels, acquit la capacité de se changer en vaisseau spatial. Les parents de Ben en vinrent aussi à découvrir les activités de leur fils, et par inquiétude, tentèrent de l'interdire de continuer, mais ils finirent par comprendre qu'il devait le faire. Enfin, lors d'une mission dans le Néant Absolu, Ben retrouva Max, en réalité toujours vivant, qu'il ne put cependant ramener pour l'heure sur Terre.
Plus tard, Azmuth et Paradox gagnèrent la Terre pour révéler à Ben que Galvan Prime, la planète d'Azmuth, avait été écrasée par les Commandants Suprêmes, et que la Terre, prochaine cible, aurait bientôt son heure. Il révéla aussi à Ben que l'Omnitrix contenait en réalité bien plus de 10000 ADN, et qu'elle était la seule chose capable de sauver les races exterminée par les Commandants Suprêmes. Il tenta de convaincre Ben de renoncer au combat, mais Ben s'obstina. Comprenant qu'il ne pouvait l'en empêcher, Azmuth activa le code maître, donnant accès à Ben au plein potentiel de l'Omnitrix afin qu'il ait plus de chance de réussir.
Ben, Gwen et Kévin rassemblèrent ensuite tous les alliés possibles, allant même jusqu'à ramener Darkstar du Vide Absolu pour les aider. Ils se lancèrent dans une attaque massive de la base des DNAlien, libérant un maximum d'entre eux. Malgré un avantage évident, un secours de la part de Max et des résistants du Vide Absolu, leurs efforts ne suffirent pas à empêcher les Commandants Suprêmes d'activer le Portail, permettant aux vaisseaux de leur armée d'arriver sur Terre.
Refusant néanmoins d'abandonner, Ben franchit la Porte avec Gwen, Kévin et Azmuth, et atteignit le monde natal des Commandants Suprêmes. Il découvrit alors que ces derniers, en réalité, étaient une race en voix d'extinction à cause de leur croyance qui les conduisait à la consanguinité, les rendant plus faibles à chaque génération, et qu'ils souhaitaient voir l'univers périr avec eux. Ben utilisa alors l'Omnitrix pour les aider, fusionnant tous les représentants de la race à de l'ADN d'autres races pour réparer leurs dommages génétiques. Les Commandants Suprêmes furent d'abord horrifiés par ce changement, mais leur colère fut interrompue par le retour inattendue de Reinrassic III, qui parvint à les convaincre que c'était en fin de compte loin d'être une malédiction, mais bien au contraire une chance de vivre. Impressionnés, les Commandants Suprêmes le nommèrent leur chef. Sa première action fut de mettre fin à la Guerre, avant de remercier Ben pour son aide.

#### Saison 3: Le Retour de Vilgax
Après sa victoire sur l'invasion des Commandants Suprêmes, la célébrité de Ben monta encore, et plusieurs peuples extraterrestres lui firent parvenir des récompenses pour avoir sauvé l'univers. Cependant, Ben tendit par la suite à se reposer sur ses lauriers, commençant à agir davantage comme il le faisait à 10 ans (au grand dam de Gwen et Kévin). Ce fut alors qu'il dut faire face au retour de Vilgax, devenu plus puissant que jamais. Suivant un nouveau Code Galactique, Vilgax défia Ben en duel, les enjeux étant à la fois la Terre et l'Omnitrix.
Malgré les avertissements d'Azmuth, Ben pirata l'Omnitrix avec l'aide de Kévin, espérant réactiver le Code Maître pour se donner plus de chance d'écraser Vilgax. Mais la tentative échoua, endommageant l'Omnitrix, modifiant les pouvoirs de Kévin et faisant s'échapper quelques-uns des aliens de l'Omnitrix. Après les avoir récupéré, Ben affronta Vilgax en duel. À la suite d'un combat plutôt féroce, il se fit à priori mettre en miettes en tant que Mégachrome. Cependant, l'Omnitrix le ranima sous la forme d'Incassable à partir des restes, et, profitant de l'effet de surprise, il parvint à triompher de Vilgax, forçant ce dernier à quitter la Terre.
Malgré son léger retour à l'immaturité, Ben continua activement ses activités de plombier. Il tenta notamment de stopper une guerre entre deux espèces sur une planète. Ironiquement, la seule façon dont il parvint à réconcilier les deux armées fut de les conduire involontairement à s'allier contre lui.
Plus tard, Vilgax revint sur Terre, ironiquement pour demander de l'aide à Ben contre Spectral, qui avait été retiré de l'Omnitrix avant l'invasion des Commandants Suprêmes. L'alien fantôme, qui avait en réalité été libéré par Vilgax en échange d'information, avait trahi ce dernier et envahit sa planète, Vilgaxia. Dans l'espoir de stopper l'armée d'Ectonurite, Ben se laissa posséder par Spectral, récupérant la forme, et se retrouva sous son emprise. Après avoir tenté de saisir l'opportunité d'éliminer ses deux ennemis d'un coup, Vilgax fut contraint finalement de sauver Ben en affaiblissant suffisamment Spectral pour permettre à Ben de reprendre le dessus, renfermant le Seigneur Ectonurite dans l'Omnitrix.
Toutefois, ce n'était pas là le dernier affrontement avec Vilgax. Fort des informations acquises grâce à Spectral, le Seigneur Galactique tenta d'arrêter l'Omnitrix à sa source, la planète Primus. Face à cela, Azmuth amena Ben sur Primus et lui reprit l'Omnitrix afin de l'utiliser contre Vilgax, mais ce dernier le vainquit et lui prit l'appareil. Ayant constaté toutefois qu'il ne savait pas utiliser la forme évoluée, il menaça tour à tour de tuer Ben, Gwen et Kévin, puis de détruire Primus si on ne le lui expliquait pas. Finalement, Ben lui expliqua, mais parvint à le manipuler de façon à la lui reprendre. Cette rencontre s'acheva par un nouvel affrontement, où Ben l'emporta une fois de plus grâce à Géant, renvoyant Vilgax dans l'espace.
Ben affronte Vilgax une autre fois mais dans un autre but. Il tente de récupérer le cristal sacré de Petropia, volé par Tetrax qui tente de faire revivre sa planète. Toutefois, Tetrax se montre violent envers Ben afin de lui prendre Mégachrome que Ben a perdu dans un combat contre Vilgax. Afin de récupérer celui-ci, Tetrax met Ben en tant qu'Incassable en miette. Vilgax tente de récupérer le cristal mais échouera. Megachrome, affaiblit par Vilgax, donne son cristal à Ben et l'utilise pour faire revivre Petrobia. En même temps, il récupère Mégachrome.
Ben affrontera Albedo, allié de Vilgax, qui a créé un Omnitrix plus puissant, l'Ultimatrix. Celui-ci se sert de ses formes ultimate pour mettre Ben hors d'état de nuire. Albedo triomphe et Vilgax apparaît. Il demande l'échange de l'Omnitrix contre Gwen et Kévin, enlevés entretemps par Albedo, sous peine de les tuer. Finalement, Ben cède l'Omnitrix à Vilgax et le perd. 
Ben, bouleversé par sa défaite, s'enfuit et appelle Azmuth en aide. Après que le savant Galvin lui a parlé, il reprend confiance en lui. Gwen, Kévin, Grand-père Max et lui se rendent sur le vaisseau de Vilgax et lui demande l'Omnitrix sous peine de le faire exploser. L'Omnitrix est finalement détruit. Ben demande à Albedo l'Ultimatrix sous peine de le faire exploser aussi. celui-ci cède et le combat commence. Vilgax est vaincu mais disparaît après l'explosion de son vaisseau.

### Ben 10: Ultimate Alien
1 an est passé depuis le final de Ben 10 Alien Force. Ben poursuit sa carrière de héros avec l'Ultimatrix, une version plus puissante de l'omnitrix. Mais un jeune fan découvre et révèle son identité ce qui crée des fans mais certaines personnes restent méfientes, notamment Will Harenger, un journaliste.

#### Saison 1: L'apparition d'Aggregor et la3emutationde Kevin
Dans le premier épisode, Ben et ses amis retrouvent le coupable, Jimmy Jones, génie de l'informatique et grand fan de Ben. Gwen tombe sur une photo d'un nouvel alien. Jimmy leur montre une vidéo en train de commettre un vol. Le groupe décide d'aller en Floride, afin de résoudre ce problème. Le colonel Rozeum leur explique qu'il construit une fusée dont le moteur est une bombe nucléaire. Plus tard, le trio retrouve la créature. Gwen et Kevin l'occupent mais Ben a un problème. Il doit récolter l'ADN de l'alien voleur (comme il l'a fait dans la saison 3 de Ben 10). Une fois cela fait, il se transforme mais c'est un échec. Le colonel précise qu'il volé le moteur, donc la bombe nucléaire. Le groupe retrouve le voleur sous l'eau mais il s'avère qu'il ne fait que réparer son vaisseau. Ben l'affronte et gagne jusqu'à ce qu'il lui demande des explications. La créature s'appelle Bivalvan et est un fugitif d'Aggregor et révèle que quatre autres aliens ont été enlevés eux aussi. À la fin, Bivalvan se fait capturer une autre fois.
Ben veut faire 3 choses : aller au match de Julie, voir un film au cinéma (les sumos massacreurs en 3D) et enquêter sur la confrérie des chevalier avec Kevin. Il se divise en 3 à l'aide de Echo Echo. Mais il s'avère que chaque Ben à un caractère et ne va pas dans son lieu respectif. Le Ben "sentimental" va avec Kevin, le Ben "Grognon", va au match de Julie et le Ben normal va au cinéma. La technique est découverte à la fin ce qui met Julie, Gwen et Kevin en colère.
Ensuite, quatre de ses vieux ennemis, Septsept, Vulkanus, l'Enchanteresse et Zombozo attaquent la famille de Ben. Max a essayé de le cacher mais est forcé de le révéler à Ben.
Après une victoire avec Serpent, Ben rencontre Olivero, un producteur de jeux vidéo. Il veut scanner tous les aliens de Ben afin de créer son propre jeu vidéo. Mais il les scanne pour créer un robot connaissant toutes les techniques de combat de Ben pour le compte de Will Harenger.
Alors que Ben, Gwen et Kevin déjouent les plans du Dr Animo, les plombiers affirment qu'un alien attaque Bellwood. Il s'avère qu'il s'agit d'un des prisonniers d'Aggregor, une tortue nommée Galapagaus. Il leur explique qu'Aggregor est un osmosion comme Kevin et a capturé 5 aliens pour leurs pouvoirs. Ben le scanne et le renvoie chez lui. Mais Aggregor le capture.
Dans un entrepôt, Pandore, un des aliens fugitif d'Aggregor, cherche quelqu'un pour ouvrir son armure afin d'être libre. Kevin tente mais refuse apprenant qu'il contient des radiations. Pandore part à sa recherche et le piège, lorsqu'il ouvre sans faire exprès l'armure. À la fin, Ben le fait rentrer dans son armure. Une fois de plus, Aggregor le capture.
Argit, un ami de Kevin, utilise Andreas, un alien d'Aggregor, pour détruire des châteaux de la confrérie des chevaliers. Ben enquête et se rend compte qu'Argit est le nouveau chef. Mais lorsque le vrai chef de la confrérie arrive, Argit met sur le coup Ben, Gwen, Kevin et Andreas. Après cela, il est décidé qu'Andreas sera exécuté. Les plans sont déjoués mais une arme est en mode d'auto destruction est activé, alors andreas décide d'absorber l'explosion et tout le monde le croit mort. Pourtant à la fin, il est vivant et est capturé par Aggregor.
Ra'ad, le dernier alien d'Aggregor attaque Ben en lui affirmant qu'il est responsable de la nouvelle capture des 4 autres aliens. Pour ne pas se faire capturer, Ra'ad entre dans l'Ultimatrix et l'endommage. Aggregor arrive et vient capturer Ra'ad. Cependant pour le stopper, l'Ultimatrix ne montre qu'un seul alien disponible, qui n'est autre que Ra'ad. Ben se transforme mais s'enfuit peu après. Pendant ce temps, Ra'ad prend le dessus sur Ben. Finalement, l'Ultimatrix est redémarré mais Aggregor arrive. Aggregor bat violemment Ben mais est stoppé peu après par Ra'ad. Aggregor le capture.
Ensuite, Ben se rend à l'avant première d'un film de vampire où l'actrice Jennifer Nocturne vient signer des autographes. Mais une bande de voyous tente de l'enlever mais Ben croit que c'est du cinéma. Sur un autre bâtiment, le capitaine Némésis se prépare pour aller la sauver mais Ben alias Arachno-singe les a déjà arrêtés. Ben est un grand fan du capitaine Némésis mais Jennifer, grande fan de Ben, vient l'embrasser. Ceci rend le capitaine jaloux et se mat à haïr Ben. Il décide de s'allier à Will Harenger, qui déteste Ben aussi. Après, des Techadon viennent attaquer et Ben réussit à en mettre 10 au tapis alors que le capitaine Némésis n'en a mis qu'un. Des journalistes interviewent Ben alors que Will Harenger affirme que Ben a dit que le capitaine était vieux et qu'il est un jeune délinquant. Némésis lui dit qu'il est tout simplement mal conseillé. Ensuite, il propose un petit match entre lui et Ben. Le premier duel consiste à lancer le plus gros objet le plus loin possible. Ben se sert d'Enormosaure pour y parvenir et gagne. Le second duel est une course mais l'Ultimatrix donne à Ben Bingalosaure au lieu de Super-Jet, ce qui fait que Ben perd ce duel. Il n'hésite pas à faire du mal au capitaine. Le dernier duel consista à faire tomber son adversaire dans une flaque de boue en tirant sur une corde. Ben utilise Quad pour ce faire et gagne le match. Refusant d'admettre sa défaite, il enlève Jennifer et Julie. Ben intervient en tant qu'Ultimate Enormosaure mais le capitaine lui dit qu'il a le choix de sauver l'une d'entre elles. Ben sauve Julie et Jennifer est sauvé par Gwen et Kévin. Ben met un terme à la carrière de Némésis en le battant à l'aide d'Hydro-Jet.
Aggregor, qui a capturé les 5 aliens, s'apprête à rejoindre sa planète pour les absorber. Mais son vaisseau est endommagé par les plombiers. Ben, Gwen, Kevin et Max partent à sa recherche. Ils retrouvent son vaisseau abandonné mais il s'avère que c'est un piège. Ben en tant qu'Aimantosaure subit l'explosion mais réussit à survivre. Aggregor est à Los Soledad et installe les préparatifs. Ben est déjà sur place et se transforme en Ultimate Régénérator pour battre les sbires d'Aggregor. Aggregor ayant besoin de temps libère les 5 aliens contrôlés par lui avec les bandeau du Dr Animo. Ben et les autres réussissent à retirer les bandeaux mais son immédiatement téléportés dans leur coffre. Kevin tente de persuader Aggregor d'arrêter son plan au risque de devenir fou. Aggregor l'ignore et l'expérience commence. Ben se transforme en Enormosaure pour tout casser mais il s'avère que c'est trop tard, Aggregor s'est transformé en hybride des 5 aliens. Personne n'est de taille face à sa nouvelle apparence. Il bat Enormausaure avec un seul coup énorme qui détruit les bâtiments aux alentours. Azmuth arrive et révèle les plans d'Aggregor : en réalité, ses nouveaux pouvoirs vont lui permettre de récolter les 4 morceaux de la carte de l'infini et aller dans la forge de création et absorber l'énergie d'un bébé alien X (un bébé célestapien). 
Ben, Gwen et Kevin se rendent sur une planète à moitié en feu, à moitié en glace. Sur celle-ci se trouve un temple renfermant le premier morceau de la carte. Ce temple est gardé par des nécrofrigiens. Ben se transforme en glacial pour mieux communiquer. Mais 2 problèmes interviennent : 
- Ben en se transformant déchire sa combinaison et à donc un temps limité de transformation au risque de s'étouffer.
- Les nécrofrigiens apprenant que Ben et les autres viennent dérober un objet du temple les attaquent.

Le combat commence et Ben est alors piégé sous de la glace. Il se voit obligé de se transformer en Ultimate Echo Echo pour les terrasser. Après avoir survécu à de nombreux pièges, Ben et Kevin doivent soulever une porte très lourde. Gwen va chercher le morceau de la carte mais est piquée par une flèche empoisonnée. Aggregor arrive et vient dérober le premier morceaux. Ben et Kevin ne peuvent pas laisser la porte au risque d'écraser Gwen. Ben fait un effort et demande à Kevin d'aller chercher Gwen. Ben n'ayant presque plus de batterie dans son Ultimatrix défonce les murs à l'aide de boulet de canon. Ben fonce vers le vaisseau mais trop tard l'Ultimatrix se décharge. Kevin le sauvera.
Ainsi, Ben et son équipe voyagent dans l'espace jusqu'aux différents emplacements des fragments de la carte (déguisés en d'autres objets)  sur une planète aquatique qui semble être la planète d'origine de la Mâchoire (voir "Omnitrix") ; dans une dimension magique avec l'aide de l'Enchanteresse ; dans une base spatiale en forme de cube ("Le Cube aux multiples facettes") piégée et conçue pour protéger le fragment. Mais malgré tous leurs efforts, Aggregor réussit à chaque fois à s'emparer des fragments.
Aggregor disposant de la carte complète, le professeur Paradox apparaît pour conduire Ben, Gwen et Kévin jusqu'à la Forge de la Création. Là, ils amènent malencontreusement un Ben de 11 ans venu du passé. Ensemble, ils se rendent à l'emplacement du bébé Célestapien mais Aggregor arrive et les met rapidement au tapis. Sur conseil du Ben du passé, Kévin absorbe volontairement l'énergie de l'Ultimatrix et prend une nouvelle forme hybride qui lui donne assez de puissance pour empêcher Aggregor d'absorber le pouvoir du bébé célestapien. Enfin, il absorbe tous les pouvoirs volés de Aggregor le ramenant à sa forme normale. Puis, Kévin quitte le groupe et se lance dans une série de règlements de comptes en s'en prenant à tous ceux qui lui ont fait du tort à lui ou à ceux qui lui étaient cher. Ensuite, il cherche à absorber les pouvoirs de tous les aliens et enfants de plombiers sur Terre. Ben devient de plus en plus déterminé à l'arrêter étant même prêt à devoir l'abattre ce qui cause des dissensions avec Gwen qui espère encore pouvoir ramener Kévin à la normale. Finalement, elle obtient la coopération de Darkstar et de Cooper pour construire une machine pour réalimenter le fragment de Dominius Librium (apparu dans la 3e saison d'Alien Force) et absorber l'énergie volée par Kévin. Ben et ses alliés réussissent à attirer Kévin jusqu'à l'emplacement de leur machine en utilisant Gwen et son énergie comme appât. Mais Ben n'est pas convaincu par le plan ; après avoir battu Kévin, il s'apprête à lui porter un coup fatal mais Gwen parvient à le convaincre d'utiliser une autre méthode. Ainsi, grâce à la machine, Kévin retrouve son apparence et sa personnalité normale mais Darkstar tente de s'emparer des pouvoirs récupérés par le Dominius Librium mais Ben avait fait installer une contre-mesure pour empêcher cela. Les anciens prisonniers de Aggregor réapparaissent et remercient Ben ; les pouvoirs volés reviennent à leurs propriétaires.

## Physique
Sous son aspect ordinaire, Ben a les cheveux auburn et les yeux verts. On peut noter que la couleur verte est quelque chose qui semble le caractériser : beaucoup de ses formes aliens ont elles aussi les yeux verts, et celles qu'il a obtenu en assimilant des ADN se différencient de leurs modèles par ce détail.
Il est aussi de constitution plutôt ordinaire et de taille assez petite pour son âge : même dans Alien Force, il fait bien une tête de moins que Kevin, qui n'a pourtant qu'un an de plus que lui.
Concernant son look, cela a évolué : dans la première série, il portait un T-shirt blanc marqué d'une rayure noire sur le torse et un pantalon vert. Dans la seconde, il porte désormais un pantalon bleu et un T-shirt noir surmonté d'une veste verte et blanche marquée d'un 10. Dans laquelle, il s'agit de ses vêtements ordinaires, et non d'un quelconque costume, bien qu'on puisse considérer qu'ils jouent un rôle similaire.

## Personnalité
Ben est originellement un garçon immature et assez typique de son âge (10 ans lorsqu'il obtient l'Omnitrix), qui prend comme un jeu l'activité de super-héros avant de se rendre compte que la tâche est plus dure qu'il ne l'aurait pensé. Il est occasionnellement vantard et accepte volontiers les acclamations, même s'il ne les mérite pas forcément. Durant les saisons 1 et 2 de Ben 10: Alien Force, son côté immature s'éclipse pour montrer un penchant plus responsable et plus sérieux afin de se débrouiller pour gérer l'invasion sans Max. Une fois le danger passé, Ben tend à se relaxer et se reposer sur ses lauriers, recommençant à se comporter comme avant.
Néanmoins, malgré son tempérament par moments vantard, Ben est motivé dans ses activités par un désir réel et fort d'aider les autres, qu'il manifeste clairement dès le tout premier épisode de la saga. Il n'hésite pas à le faire à ses dépens, et son altruisme l'emporte toujours sur son immaturité ou ses désirs personnels. Il a par exemple cédé de bon gré à des gens en difficulté l'argent dont il avait besoin pour racheter un ordinateur à sa cousine, et ne recule devant aucun risque pour protéger sa famille et le reste de son entourage. Lorsqu'il croise un ennemi dont les actions sont motivées par un problème, il cherche usuellement à aider à résoudre le problème, comme il l'a fait avec Kévin 11 et les Commandants Suprêmes. Il est extrêmement réticent à sacrifier qui que ce soit même pour des causes cruciales, choisissant même à une occasion de sauver un DNAlien à demi-libéré plutôt que d'empêcher les Commandants Suprêmes de récupérer un élément crucial à leur invasion.
À certains points, Ben a montré un penchant idéaliste excessif, presque naïf. Il tend à faire parfois trop vite confiance aux gens, comme Kevin 11 et plus tard Mike Morningstar, pour réaliser presque trop tard qu'il avait tort. Il a par exemple tenté d'arrêter une guerre planétaire à la demande d'une fillette, projet vu comme impossible par Kévin (ironiquement, Ben réussit finalement à concilier les deux factions en les faisant involontairement s'unir contre lui).
Du fait qu'il est le porteur de l'Omnitrix, et a par conséquent été dans la peau de plusieurs espèces d'aliens, Ben a perçu les choses à travers les yeux de plusieurs créatures différentes, lui donnant une vision très ouverte des choses (ce qui était à l'origine le but dans lequel Azmuth avait créé l'Omnitrix). Ainsi, il a beaucoup plus de facilité à comprendre les extra-terrestres en général que n'importe quel humain, ce qui facilite ses rapports avec eux. À une occasion, il a même formé une amitié avec le Commandant Suprême Reinrassic III, qui a été cruciale dans la fin de l'invasion.
D'autres traits de caractères moins frappants ont parfois été mentionnés. La Dernière Blague révèle que Ben souffre d'une phobie des clowns, mais il surmonte cette peur afin d'affronter Zombozo, le méchant de l'épisode. Après le combat, il est apparemment guéri, et sa phobie n'est plus mentionnée par la suite. Il est souvent mentionné sur un ton comique que Ben est moins intelligent que la moyenne, bien qu'en réalité il se montre astucieux et plein de ressource quand c'est nécessaire.

## Relations avec les autres personnages

### Gwen Tennyson
Dans la série originale, Ben partage avec Gwen une relation très tempétueuse : disputes violentes, bagarre, complicités, bouderies, entraide, plaisanteries quelque peu acerbes et preuves d'affection s'alternent perpétuellement entre eux. Plusieurs fans se sont plu à leur attribuer une relation amoureuse (dans quelques fanfictions ou vidéos), et il est resté plutôt courant de les imaginer comme un couple, mais étant donné qu'ils sont cousin et cousine, qui plus est au premier degré, il serait plus sérieux de penser qu'il s'agit plutôt d'une relation fraternelle. Toutefois, il est indéniable que, malgré leurs disputes constantes, ils sont très attachés l'un à l'autre . D'ailleurs, ils se disputent de moins en moins au fur et à mesure de la série.
Dans Ben 10 : Alien Force, leur relation s'est améliorée, Ben étant devenu plus mûr et Gwen plus calme ; ils ne se battent plus entre eux, se parlent plus aimablement, et se critiquent où provoquent moins entre eux. Ils sont même en fin de compte devenu plus proches, comme le seraient un frère et une sœur.

### Kevin Levin
Lors de leur première rencontre, Kevin et Ben étaient devenus amis, et avaient un temps fait équipe, jusqu'à ce que Ben se retourne contre Kevin lorsque ce dernier commença à vouloir tuer des centaines de personnes. Si, par la suite, Kevin s'est mis à haïr profondément Ben en le jugeant responsable de sa mutation, Ben, en revanche, semble n'avoir jamais vraiment oublié qu'il avait été ami avec Kevin. Ainsi, il a tenté de le raisonner plusieurs fois dans Kevin 11, et n'a pu se résoudre à le tuer dans Dédoublement. On peut encore ajouter l'aide qu'il lui a apporté dans Les Gladiateurs (c'est d'ailleurs la seule fois dans la première série où Ben s'est allié, même temporairement, à l'un de ses ennemis) pour voir que, tout en considérant Kevin comme un ennemi, Ben n'a apparemment pas oublié sa vieille amitié avec lui. Lorsque Kevin vient du bon côté dans Ben 10: Alien Force, Ben ne lui fait au départ pas tout à fait confiance, et se dispute souvent avec lui en critiquant son attitude, mais, au fond, le respecte et le considère, sinon comme un ami, du moins comme un allié, qu'il n'hésite pas à défendre si besoin est.

### Max Tennyson
Si l'on exclut le dégoût de Ben devant la cuisine de Max et leurs disputes éventuelles mais de courte durée (cf épisode Kevin 11), ses rapports avec son grand-père sont plutôt bons, et il semble le tenir en estime, surtout après avoir découvert sa carrière parmi les Plombiers. Apparemment, bien qu'il lui arrive de ne pas apprécier ses décisions/remarques, il le considère comme la première personne à qui demander son avis en cas de besoin. Il montre aussi un désir évident de le protéger au moins autant que Gwen : dans L'Alliance, lorsque Max est sérieusement blessé après un combat contre Joey, Ben tente de fuir Gwen et Max pour ne plus les mettre en danger. Lorsque Max disparaît dans Ben 10 : Alien Force, Ben est clairement le plus inquiet et le plus assombri par cet évènement, ce qui explique en partie sa tendance à s'énerver plus facilement qu'avant. Lorsqu'il est forcé de le quitter à la fin de l'épisode 22, il affirme qu'il a besoin de lui, mais Max le rassure : « Plus maintenant, Ben. Tu l'as prouvé aujourd'hui ».

### Parents
Peu de choses sont connues sur les parents de Ben, car, contrairement à Max et Gwen, ils n'apparaissent que peu dans la série, même par évocation. Ils apparaissent brièvement dans Au revoir et bon débarras, puis dans Ben 10 : Course contre la Montre. Dans ces deux cas, on ne peut pas beaucoup en dire, sinon que Ben les aime comme n'importe quel enfant aimerait ses parents, et n'hésite pas à intervenir pour sauver son père de Vilgax.
Des informations supplémentaires sont fournies dans Ben 10 : Alien Force, où la relation de Ben avec ses parents est étudiée un peu en profondeur dans l'épisode 20. À priori, Ben ne tient pas vraiment ses parents en haute estime, déclarant qu'ils croient tout ce qu'il leur raconte. Plus tard, cependant, lorsqu'ils essayent de l'empêcher d'user de l'Omnitrix, il montre un certain respect pour eux, hésitant à leur désobéir là où il aurait très bien pu agir contre leur volonté au regard de ses pouvoirs. Lorsqu'il décide finalement de leur désobéir, il leur confesse qu'il leur est reconnaissant de la façon dont il l'ont élevé, et qu'il considère qu'il leur doit beaucoup, y compris son bon tempérament.

### Vilgax
Depuis que Ben a obtenu l'Omnitrix, Vilgax n'a qu'une obsession en tête : la lui prendre. Ainsi, il n'a cessé depuis le début de la série de poursuivre Ben, et les échecs répétés n'ont fait qu'accroître sa rancœur. Il est l'ennemi juré de Ben dans la première série (avec Kevin). Dans le long-métrage Le Secret de l'Omnitrix, Vilgax semble presque vouloir davantage éliminer Ben que lui retirer l'Omnitrix. Ben, de son côté, ne déteste probablement pas Vilgax à ce point, mais il est évident qu'il a des raisons de ne pas l'apprécier : Vilgax a essayé plusieurs fois de le tuer, de lui prendre l'Omnitrix, et a même été jusqu'à agresser son père.

## Pouvoirs

### Transformations
Ben 10 porte l'Omnitrix, il peut donc se changer en différentes espèces d'aliens ayant chacune des super-pouvoirs propres. Ses transformations sont instantanées et se caractérisent par un flash de lumière verte. Il s'agit de vraies transformations, et non de déguisements : en se transformant, il devient véritablement l'alien dont il prend l'aspect, et en acquiert toutes les caractéristiques : l'apparence, les facultés, les faiblesses, et même la voix (ce qui fait qu'il est toujours méconnaissable, et n'a pas trop de mal à cacher son identité). Il a été montré dans Ben 10 : Alien Force qu'il pouvait même être affecté par les instincts de ses formes, et procréer, donnant naissance dans ce cas à des enfants de race extraterrestre.
S'il est malade, sa maladie peut avoir des effets sur ses transformations : ainsi, dans Effet Secondaires, lorsqu'il attrape un rhume, il se transforme en Inferno contrôlant la glace au lieu du feu.
Sans l'Omnitrix, c'est un humain ordinaire physiquement, mais comme l'appareil est soudé à son poignet, il ne peut de toute façon pas l'enlever, sauf dans des circonstances exceptionnelles, ce qui ne s'est produit que trois fois dans toute la série (dans Double Vengeance, entre les séries Ben 10 et Ben 10 : Alien Force, et dans Primus) et une autre fois dans un épisode hors série, qui n'est pas réellement dans la continuité (Gwen 10). En fait, comme expliqué par Tetrax dans Traqué, l'Omnitrix est directement intégrée à son corps et mélangée à son ADN, au point d'en être comme une extension de son corps, et les procédures pour le retirer sont toujours douloureuses, longues et compliquées. Dans l'épisode Kévin 11, elle a même été capable d'émettre une vague d'énergie pour empêcher qu'on la retire.
Ben a l'habitude de donner des noms à ses formes aliens, qu'il utilise parfois comme pseudonyme s'il doit se nommer sans révéler son identité. Ces noms ne sont pas ceux des espèces, mais plutôt des surnoms choisis en rapport avec les facultés de leur porteur (excepté Eon, qui est le nom du véritable alien d'origine). Dans Ben 10: Alien Force, il prononce en général le nom de l'alien en lequel il vient de se transformer une fois la transformation complète.
Le fonctionnement des transformations de Ben a changé au cours de la série. Dans la première série Ben 10, chaque transformation dure quelques minutes environ, puis il reprend sa forme ordinaire, qu'il le veuille ou non, et doit attendre que l'Omnitrix se recharge pour la réutiliser. Il redevient également humain automatiquement s'il est blessé gravement, et toutes les blessures sont annulées par le retour à sa forme normale. Sa maîtrise des transformations reste relative, il arrive que l'Omnitrix le change en un autre alien que celui qu'il voulait, ou pire, ne marche pas pendant quelques secondes. Ses vêtements disparaissent parfois dans la transformation, mais, en général, ils sont plutôt remplacés par une sorte de combinaison blanche et noire adaptée.
Dans Alien Force, l'Omnitrix se recalibre en une nouvelle version, plus performante et dotée d'une nouvelle liste : ici, les transformations sont mieux contrôlées par Ben, il se transforme toujours en l'alien qu'il souhaite (bien qu'après son endommagement dans la saison 3 elle recommence à dysfonctionner), reste plus longtemps sous forme alien et est capable de reprendre forme humaine quand il le souhaite. Vers la saison 2, il apprend également à passer d'une forme à une autre en pressant le cadran de l'Omnitrix qu'il possède sous sa forme alien. De plus, l'Omnitrix économise mieux l'énergie, et Ben est capable de reprendre forme humaine de son plein gré pour se changer en une autre forme, bien que le faire abusivement peut décharger l'Omnitrix et le forcer à attendre. En contrepartie, toute blessure qu'il subit en forme alien et qui n'est pas régénérée demeure lorsqu'il reprend forme humaine. Ses formes aliens n'ont plus non plus pour la plupart de vêtements, ils disparaissent complètement.

#### Liste des Transformations
Ben 10, Saison 1 :
- Sauvage : sens surdéveloppés, force élevée, agilité surhumaine, réflexes surhumains, crocs et griffes très puissants
- Quad : force surhumaine, résistance élevée
- Le Tétard Gris : petite taille, grande intelligence
- AX-L-R : vitesse surhumaine, réflexes surhumains, grande agilité
- Biotech : corps de métal liquide, laser de plasma, fusion avec les machines
- Incassable : corps de cristaux quasi indestructibles, projection de cristaux tranchants
- La Mâchoire : respiration aquatique, excellent nageur, mâchoire puissante
- Le Dard : vol, projection de substance gluante, dard tranchant
- Spectral (perdu dans Hanté par un spectre, puis récupéré dans Méfiez-vous du Noir) : vol, invisibilité, intangibilité permettant de traverser les solides, possession, télépathie, télékinésie
- Inferno : pyrokinésie/pyrurgie, résistance au feu, bonne résistance aux coups

Durant les saisons d'après, les suivants sont déverrouillés et ajoutés:
- Boulet de Canon : carapace ultra-résistance, charge en boule
- Végétal : aptitudes de plante, creuse, membres extensibles, projection de graines aux effets variables
- Ben loup- garou : sens surdéveloppés, agilité surhumaine, réflexes surhumains, force élevée, griffes, crocs, hurlement ultrasonique
- Ben momie : bandelettes-tentacules, force et agilité surhumaine, régénération, grande légèreté
- Ben Vicktor : force surhumaine, grande résistance, magnétisme, projection de décharges électriques, intelligence élevée
- Gobe-Tout : ingurgitation de toute chose non-organique pour la recracher sous la forme d'une énergie explosive, résistance élevée malgré sa taille
- Duplico : auto-duplication (tous les clones sont indépendants, mais liés entre eux, et subissent les mêmes dégâts)
- Visio : vue à 360°, projection d'attaques d'énergie depuis ses yeux, escalade des surfaces
- Géant : taille gigantesque, force et endurance immenses

Enfin, un dernier est ajouté dans Ben 10 : Course contre la Montre:
- Eon : manipulation du temps et de l'espace

Tous sont revérouillés dans Ben 10: Alien Force pour la liste suivante :
- Régénérator : pyrurgie, chlorokinésie, aptitudes de plante, régénération, force surhumaine
- Echo Echo : attaques soniques, auto-duplication (contrairement à Duplico, les clones créés ainsi ne sont pas liés entre eux)
- Énormosaure : force surhumaine, capacité à grandir pour augmenter sa force
- Super Jet : vol, nage, vitesse surhumaine, attaques électriques
- Glacial : vol, invisibilité, intangibilité permettant de traverser les solides, cryokinésie/cryurgie, force élevée;
- Transformo : changement de forme, étirement, régénération, faculté de flotter dans les airs, projection d'acide
- Méga-Méninges : grande intelligence, électrokinésie, formation de champs de force
- Mégachrome : corps de cristaux quasi indestructible, absorbions des attaques d'énergie pour les renvoyer ou les rendre inefficaces, force surhumaine
- Arachno-Singe : agilité surhumaine, réflexes surhumains, adhésion aux surfaces, projection de toile
- Alien X : contrôle de la réalité

Par la suite sont déverrouillés dans la fin de la saison 2 et la saison 3 :
- Boulet de Canon
- Géant
- Incassable
- Gobe-tout
- Aimantosaure : magnétisme
- Bingalosaure : force, agilité et résistance surhumaine, grande agressivité, intelligence faible

Dans "Ultimate Alien", certaines formes sont améliorées mais Ben en obtient d'autres : 
- Ultimate Régénérator : feu plus puissant, plus chaud que l'ancien
- Ultimate Arachno-Singe : ressemble à un gorille, se déplace avec des pattes d'araignée, projette sa toile par la bouche
- Ultimate Glacial : crache du feu qui se transforme en glace
- Ultimate Enormosaure :  2 fois plus grand que l'original, ses mains se transforment en lance-missiles organiques
- Ultimate Boulet de Canon : sa carapace est doté de piquants
- Ultimate Echo Echo : possède des disques projetant les ultra-sons qu'émet echo echo, mais plus puissants
- Ultimate Sauvage : peut parler, possède une queue et des réflexes encore plus développés
- Ultimate Géant : Augmentation de taille, a une nouvelle couleur sur son corps qui est le bleu et peut tirer des lasers de ses mains

- Nanomech : petite taille, projette de l'électricité
- Hydro-jet : projette de l'eau par ses mains, très fort et très résistant
- Tornade : Tortue capable d'agir comme un ventilateur et peut créer des tornades
- Energy : peut projeter des rayons laser depuis son armure et peut la chauffer
- Le Tatou : peut créer des tremblements de terre, creuser le sol
- Amphibien : Méduse contrôlant l'électricité
- Caméléon
- Accelerator
- Temposaure
- Squalosaure

Dans "Omniverse" il obtient de nouveaux aliens:
- Gravattack
- Blocks
- Retroractor
- Shocksquatch
- Cigalocrash
- Articguana

#### Personnalité de Ben et des Aliens
Bien que Ben conserve pour l'essentiel la même personnalité quelle que soit la forme qu'il prend, il existe des indices indiquant que la forme influe aussi sur sa personnalité. Dans le premier épisode, il décrit à Gwen sa sensation après s'être transformé : "C'est comme si j'étais toujours moi, et en même temps quelqu'un d'autre.". Sous la forme de Glacial, il montre une inclinaison plus naturelle à l'ironie, tandis qu'Arachno-singe se montre plus excité et Méga-Méninge parle d'un ton plus éloquent. Enfin, Bingalosaure est moins intelligent et plus agressif que la forme humaine de Ben.
À quelques reprises, la « part » Alien de Ben a pris le dessus sur sa vraie personnalité : 
- dans Hanté par un Spectre, la personnalité de Spectral, alors présente de façon particulière dans l'Omnitrix, prend le dessus sur celle de Ben, ce qui cesse lorsque Spectral sort de l'Omnitrix. Un incident similaire se produit dans Ville Fantôme, et cesse lorsque Spectral est assez affaibli pour permettre à Ben de reprendre le dessus;
- dans Ben Loup-Garou, Ben, après avoir accidentellement intégré l'ADN du Yenaldooshi dans l'Omnitrix, se transforme graduellement en Loboan pour devenir le Loup-garou, et se comporte alors de manière un peu animale (faim excessive, poursuite d'animaux, hurlements…). Cela était dû, d'après les scénaristes, au fait que l'Omnitrix était alors entre les modes « active » et « absorption d'ADN », d'où également la transformation lente et graduelle;
- dans Ben 10 : Course contre la Montre, où Eon force Ben à acquérir son ADN et à prendre sa forme, en désactivant la fonction de sécurité de l'Omnitrix pour permettre à sa personnalité de prendre le dessus sur celle de Ben;
- dans le 17e épisode de Ben 10 : Alien Force, Ben se transforme malgré lui chaque nuit en Glacial et se met à dévorer du métal. Dans ce cas, c'était l'instinct de reproduction qui le poussait à préparer un nid en prévision de sa couvée;
- Lorsqu'il utilise Alien X, Ben est forcé de délibérer avec deux autres personnalités pour décider de chaque geste de la forme;

### Autres facultés
Outre ses pouvoirs de transformations, l'Omnitrix s'est déjà avérée posséder d'autres fonctions pouvant être utiles. On peut notamment noter les suivantes :
- Ben peut acquérir automatiquement l'ADN de tout alien qui touche l'Omnitrix, ce qu'il a fait dans la première série, notamment tout au long de la saison 3 (la Momie, BenVicktor et le Loup Garou sont tous trois des formes acquises de cette manière, tandis que Spectral, s'il ne l'était pas à l'origine, a été récupéré grâce à cette fonction). Une fois absorbé, l'ADN est utilisé pour créer une fonction permettant de se changer en l'alien auquel il correspond. Cette faculté est montrée de nouveau quand l'Ultimatrix absorbe l'ADN des 5 aliens de la galaxie Andromède dans Ben 10 : Ultimate Alien.
- dans l'épisode 6 d'Alien Force, on a pu voir que l'Omnitrix permet de détecter et réparer des dommages génétiques causés à un être vivant, ce qui signifie qu'il peut ramener à son état originel une personne ayant muté partiellement ou totalement en DNAlien[5].
- À deux reprises, il a été montré que l'Omnitrix émettait un signal semblable à celui des badges de Plombiers, permettant de contacter et localiser Ben à distance en utilisant un badge de Plombier[6].

Outre les pouvoirs de l'Omnitrix, Ben a quelques compétences en matière de combat sous forme humaine. Dans la première série, ses capacités étaient insignifiantes du fait de son âge. Dans Alien Force, toutefois, il a été montré dans Opération Dragon qu'il apprenait des bases d'arts martiaux avec sa cousine Gwen afin de pouvoir se débrouiller lui-même lorsque l'Omnitrix était déchargée. Le scénariste de la série Dwayne McDuffie a aussi mentionné sur son forum qu'il avait reçu une formation basique de plombier, ainsi que des entraînements supplémentaires avec Max et plusieurs experts en combat extra-terrestres, bien que seulement sur de faibles bases. Usuellement, ces compétences lui servent peu, Kévin et Gwen assurant parfaitement sa défense s'il ne peut se transformer, mais il a démontré dans la saison 3 qu'il avait bien appris, esquivant les tirs de blaster de Manny avant de le désarmer d'un coup de pied.